# 株式会社CO通
株式会社CO通（かぶしきがいしゃシーオーつう）は、ラジオ大阪、HiBiKi Radio Stationで放送・配信されたラジオ番組）。

## 概要
パーソナリティ2人が、クライアントから依頼されたものがどんなものであっても売り上げを上昇させる店頭販売会社として立ち上げられた「株式会社CO通」の店頭販売員となって営業をしていく。

## パーソナリティ
- 白井悠介
- 染谷俊之

## 放送・配信時間
ラジオ大阪
- 2016年1月1日 - 2018年9月30日

毎週日曜25:00 - 25:30
HiBiKi Radio Station
- 2016年1月4日 -  2018年10月1日

毎週月曜更新

## コーナー
ポジティブ課長シライーマン！
リスナーが悩んでいる「短所」を白井がそれを長所だということを証明していく。
何でも販売調査！
世の中にある逸品・珍品などの変わった商品を紹介していく。
セクシーSOMEYAの俺色に染まれ
リスナーから募集した単語を染谷がセクシー調に喋っていく。
CO通！営業宣伝部！
募集した商品宣伝をしていく。